# Transition démographique
Pour les articles homonymes, voir Transition (homonymie).
 (avril 2023).
- Si vous ne connaissez pas le sujet, laissez ce bandeau (vous pouvez alors contacter les auteurs).
- Si vous supprimez le contenu mis en cause (vous pouvez préalablement contacter les auteurs),

argumentez précisément cette suppression dans la page de discussion
(un manque de référence n'est pas un argument ; une recherche réelle de référence doit avoir été effectuée, être formellement documentée).
 (avril 2021).
Si vous disposez d'ouvrages ou d'articles de référence ou si vous connaissez des sites web de qualité traitant du thème abordé ici, merci de compléter l'article en donnant les références utiles à sa vérifiabilité et en les liant à la section « Notes et références ».
La transition démographique est le passage d’un régime traditionnel où la fécondité et la mortalité sont élevées et s’équilibrent à peu près, à un régime où la natalité et la mortalité sont faibles et s’équilibrent également. Pendant la transition entre les deux régimes, le taux de mortalité diminue d'abord, créant une première phase d'accélération de la croissance démographique et un fort accroissement naturel de la population. Puis la baisse de la natalité devient plus rapide que la baisse de la mortalité, ce qui induit un ralentissement de la croissance naturelle.Ce type d'évolution est observable à partir de la fin du XVIIIe siècle en France et au Royaume-Uni, puis dans l'ensemble des autres pays au cours des trois siècles suivants. C'est une composante de la modernisation ou du développement socio-économique. Ce processus historique aboutit à une double multiplication par huit, d'une part de la population mondiale de 1800 à 2022, d'autre part du produit mondial par habitant avec de fortes inégalités par pays et par groupes sociaux.  
Les profils de transition démographique et les accroissements de population entre 1800 et 2050 sont  différenciés par grands ensembles "Nord" et "Sud", par sous-continents et par pays. Santé, éducation, statut de la femme, planning familial sont parmi les principaux facteurs de cette transition. La transition socio-démographique rapide favorise généralement le progrès économique dans les pays en voie de développement. Les migrations internationales globalement jouent relativement un rôle plus faible après 1960. La transition de la fécondité est plus tardive dans certaines régions, mais présente partout. Le vieillissement post-transitionnel concerne maintenant deux tiers de la population mondiale.
L'observation de la transition démographique permet aux démographes d'établir des modèles de simulation ou prospective démographique tels que ceux de l'ONU pour prévoir la population future.
Parmi les premiers démographes qui ont travaillé sur l'évolution des populations des pays européens et nord-américains on peut citer notamment en France Adolphe Landry, auteur de La Révolution démographique (1934) et sa collègue Louise Duroy, puis Frank W. Notestein (en) aux États-Unis qui a formalisé la théorie de la « transition démographique » en 1945. 
Vers 2009, l'existence d'une corrélation négative entre fécondité et développement industriel est devenue un fait reconnu dans les sciences sociales. 

## Définition
Selon l'Institut national d'études démographiques (INED), la transition démographique est « le passage d’un régime traditionnel où la fécondité et la mortalité sont élevées et s’équilibrent à peu près, à un régime où la natalité et la mortalité sont faibles et s’équilibrent également ». 
Le schéma pour la population totale correspond à une courbe logistique, aboutissant finalement à une stabilisation de la population.

## Phases de la transition

La transition démographique.

### Stade 1- Régime démographique traditionnel (pré-transition)
La situation ancienne (ou traditionnelle) est une situation d'équilibre, caractérisée par un fort taux de natalité et un fort taux de mortalité, dont la différence est un taux de variation naturelle en moyenne proche de zéro. Cette phase est ponctuée de nombreux pics de mortalité dus à des guerres, des épidémies ou encore des famines. Le fort taux de natalité compense à la fois ces pics de mortalité et les forts taux de mortalité infantile et générale. Beaucoup de pays pauvres étaient encore dans ce cas jusqu'au début du XXe siècle. La population mondiale croît très lentement de la révolution agricole du Néolithique (-8000 av JC) à 1750 environ, le progrès technique étant très lent.

### Stade 2- La transition amorcée: baisse plus rapide de la mortalité et accélération de la croissance démographique
Le taux de mortalité baisse fortement et structurellement. Des États permettent une diminution des famines, épidémies, guerres locales en encourageant une amélioration de l'alimentation, de l'hygiène et de la santé, des transports. Ils favorisent le développement sanitaire et économique dans de nombreux pays. Cependant le taux de natalité reste fort, voire augmente. Le taux d'accroissement naturel de la population, différence entre le taux de natalité et le taux de mortalité, exprimé en pour mille ou en pour cent, augmente fortement.
Ainsi en Europe, dès le XVIIe siècle et au XVIIIe siècle, la mise en place d'États modernes contribue à la limitation des épidémies (peste : institution de quarantaines ; variole : débuts de la vaccine) et à l'atténuation des famines par l'amélioration des réseaux routiers et financiers, permettant l'acheminement et la conservation des vivres.
À partir de 1930 à 1950, les pays en développement connaissent à leur tour une baisse rapide de la mortalité, notamment du fait des progrès de l'hygiène, de la vaccination et de l'accès plus important à l'eau potable; c'est la cause principale d'une croissance accélérée de leur population. C'est lorsque l'espérance de vie à la naissance, qui est de 25 ans dans les sociétés traditionnelles, approche les 50 ans, ou quand la mortalité infantile, qui est de 300 à 400 ‰ dans les sociétés traditionnelles devient inférieure à 150 ‰, que le déclenchement de la baisse de la fécondité s'opère généralement.En 1950, tous les pays du monde ont déjà connu cette première phase de baisse préalable et structurelle du taux de mortalité, du fait de la révolution sanitaire. L'Afrique subsaharienne voit son taux de mortalité diminuer de 35 pour mille en 1945 à 10 pour mille en 1975. Elle a l'espérance de vie à la naissance (EVN) relativement la plus faible en 1950 (36 ans), mais celle-ci est cependant de dix ans supérieure à celle des sociétés traditionnelles (25 ans). Son taux de mortalité est en 1950 de 2,8 %, son taux de natalité de 5 % et donc son taux d'accroissement naturel de 2,2 %. Ce taux d'accroissement en moyenne dépasse 2 % par an dans les pays du Sud de 1950 à 1990, taux qui correspond à un doublement de la population tous les 35 ans.

### Stade 3- La  transition avancée: baisse plus forte de la natalité et ralentissement de la croissance démographique
Le taux de mortalité continue à baisser, mais plus lentement. En conséquence, le nombre de naissances correspondant au remplacement des générations devient plus faible. En liaison avec les progrès de l'éducation, de la santé, de l'économie, de l'urbanisation etc, un changement des mentalités s’opère. Le taux de natalité se met alors à décroître. Le maximum du taux d'accroissement naturel est atteint au début de cette deuxième phase. Puis le taux de natalité baisse plus fortement, ce qui implique une décélération du rythme d'accroissement de la population.
La France est  le premier pays du monde où s'est amorcée, dès la seconde moitié du XVIIIe siècle, la baisse durable de la mortalité et de la fécondité qui caractérise la transition démographique,. A la veille de la Révolution de 1789, 37 % des époux sont capables de signer leurs actes de mariage. À la fin du XVIIIe siècle en France, l'historien Emmanuel Le Roy Ladurie, cité par J.-C. Chesnais, constate « une attitude nouvelle vis-à-vis du couple, de la femme plus respectée, de l'enfant valorisé donc plus rare, de la propriété enfin de plus en plus conçue comme ce qui doit être divisé le moins possible, dans un système de valeurs issues de la bourgeoisie qui commencent à se répandre dans les campagnes sous l'influence de l'alphabétisation ». Le sociologue Daniel Bertaux émet aussi l'avis que « l'hypothèse la plus vraisemblable est que l'accession à la propriété privée de la terre a freiné la démographie paysanne ». La densité utile de la France est alors relativement élevée en Europe et de nouvelles idées plus rationnelles et démocratiques se répandent (siècle des Lumières, Révolution française).
À la fin du XIXe siècle, d'autres pays principalement d'Europe occidentale et d'Amérique du Nord, ayant beaucoup accru leurs populations malgré l'émigration européenne massive et connaissant une crise économique après 1873, entament leur transition de la fécondité ; d'autres facteurs ont influé selon J.-C. Chesnais : alphabétisation de masse et déclin progressif des idéologies natalistes traditionnelles, industrialisation, urbanisation et travail des femmes à l'extérieur, etc. Daniel Noin insiste sur l'amélioration de la condition féminine et l'essor de mouvements démocratiques et féministes. Adolphe Landry avance la thèse de la capillarité sociale, à savoir la tendance à l'imitation de comportements de procréation des classes sociales immédiatement supérieures, ce qui induit progressivement une baisse de la fécondité.
Cet ajustement de la fécondité à la baisse de la mortalité a lieu pour l'essentiel entre 1960 et 2000 pour la grande majorité des pays en développement d'Asie, d'Amérique latine, d'Afrique du Nord et d'Afrique australe, et entre 1980 et 2025 pour ceux d'Afrique intertropicale. Il est généralement rapide En conséquence, la quasi totalité de ces pays connaissent, depuis une ou plusieurs décennies, un fort ralentissement de leur croissance démographique. 
L'indicateur conjoncturel de fécondité, ICF, ou somme des taux de fécondité par âge d'une année, est appelé aussi indice synthétique de fécondité (ISF). Il peut être interprété comme le nombre moyen d'enfants par femme. Il est passé d'environ 6 ou 7 dans les sociétés traditionnelles à 2,2 en 2024 pour la population mondiale. Pour les pays en développement, il est passé de 6,1 en 1963 à 2,3 en 2024, soit -60 %. En Asie et en Amérique latine l'indice synthétique de fécondité passe en moyenne de 6 en 1960 à 2,1 en 2019 (le niveau de remplacement des générations) et 1,9 en 2024; seule l'Afrique a un indice encore relativement élevé de 4,0 en 2024 mais plus de la moitié du chemin entre 6,8 et 2,1 a été déjà parcourue. En 2024 environ 85 % de la population mondiale vit dans des pays où l'ISF est inférieur à 3,5 et donc inférieur à celui des Etats-Unis en 1955-60 (3,7) ; près de 97,5 % vit dans des pays dont l'indice synthétique de fécondité est inférieur à 5,5 enfants par femme, (transition de la fécondité bien amorcée); ils n'étaient que 25 % dans le même cas en 1960. Les derniers 2,5 %, qui vivent dans des pays à haute fécondité (> à 5,5), ont initié le plus tardivement cette transition de la fécondité. Ce sont quelques pays les moins avancés d'Afrique subsaharienne, essentiellement  Congo Kinshasa, Niger, Mali, Somalie, le plus souvent handicapés par l'enclavement et des guerres, ayant une espérance de vie à la naissance inférieure ou proche de 60 ans et un taux d'alphabétisation des adultes inférieur à 50 % en 2015 (World Bank Indicators 2019). Compte tenu de la structure par âge très jeune et de la fécondité encore relativement élevée, la population de l'Afrique subsaharienne devrait augmenter d' environ deux tiers de 2024 à 2050, rejoignant alors sa part dans la population mondiale d'avant la colonisation, environ un cinquième de la population mondiale,.
La durée de la baisse de la fécondité d'environ 6 jusqu'à moins de 3 enfants par femme a été relativement longue dans les pays développés, mais elle a été en général beaucoup plus rapide dans les pays en développement un siècle après, comme le montrent  les données ci-dessous, qui indiquent aussi une grande diversité de situations et d'importance relative des facteurs d'explication.
| Pays           | Début | Fin  | Durée (années) |
| -------------- | ----- | ---- | -------------- |
| Royaume-Uni    | 1815  | 1910 | 95             |
| Pologne        | 1870  | 1960 | 90             |
| États-Unis     | 1844  | 1926 | 82             |
| Grèce          | 1850  | 1920 | 70             |
| Malaisie       | 1962  | 1999 | 37             |
| Afrique du Sud | 1963  | 1997 | 34             |
| Turquie        | 1964  | 1991 | 27             |
| Brésil         | 1963  | 1989 | 26             |
| Colombie       | 1968  | 1993 | 25             |
| Maroc          | 1976  | 1998 | 22             |
| Tunisie        | 1973  | 1994 | 21             |
| Bangladesh     | 1980  | 2000 | 20             |
| Corée du Sud   | 1960  | 1976 | 16             |
| Chine          | 1967  | 1978 | 11             |
| Iran           | 1986  | 1996 | 10             |

### Stade 4 Le régime démographique moderne (post-transition)
On observe dans cette phase des taux de natalité et de mortalité faibles. La mortalité est à peu près égale d'une année à l'autre et la régulation de la population se fait désormais par la natalité qui connaît des fluctuations. Pendant le régime traditionnel c'était la mortalité qui avait ce rôle régulateur.
Le démographe Roni Lestaeghe a qualifié cette évolution et plus largement le non remplacement intégral des générations de « seconde transition démographique », alors que J.-C. Chesnais la qualifie de « post-transition démographique ». 
En 2024, près de 75 % de la population mondiale vit dans des pays ayant un indice synthétique de fécondité (ISF) inférieur ou égal à 2,1 enfants par femme selon la Division de la Population de l'ONU et l'INED -valeur moyenne de l'ISF entre parenthèses- selon les catégories ONU: toute l'Europe (1,4), l'Amérique du Nord (1,6) et l'Asie de l'Est (1,0), ainsi que depuis très récemment la quasi-totalité de l'Amérique latine (1,8), de l'Asie du Sud-est (1,9), de l'Asie du Sud (2,2) à l'exception du Pakistan et près de la moitié de la population d'Asie Occidentale (2,5). Les pays qui viennent d'atteindre le seuil de 2,1 (hors Asie de l'Est et Europe) verraient leur population croître jusqu'en 2050, du fait d'une structure par âge qui reste jeune, mais modérément. L'indicateur de développement humain (IDH) a augmenté en général très significativement depuis plusieurs décennies dans les pays en développement concernés.

### Stade 5 Une fécondité très basse et une tendance à long terme à la baisse de la population
Selon les projections de population de l'ONU pour 2050, l'Europe, y compris la Russie, ainsi que l'Asie de l'Est (Chine, Taïwan, Japon, Corées) verraient leur population diminuer. Déjà en 2020, la population est en diminution dans plus d’une vingtaine de pays. Certains parmi les plus riches voient leurs effectifs baisser chaque année : le Japon, la Corée, l’Espagne, l’Italie, une grande partie de l’Europe de l’Est. En 2050, une trentaine de nations seront concernées. Cette tendance à la  diminution de la population  pourra être compensée dans certains pays par une immigration nette, supérieure à l'émigration, surtout dans l'Europe du Nord-Ouest : Royaume uni, Irlande, France, Suisse, Benelux, Scandinavie. Le vieillissement sera accéléré en Europe et Asie de l'Est, et la dénatalité pourrait engendrer un véritable dépeuplement de certains pays comme le Japon.

## Différents profils de transition démographique par régions

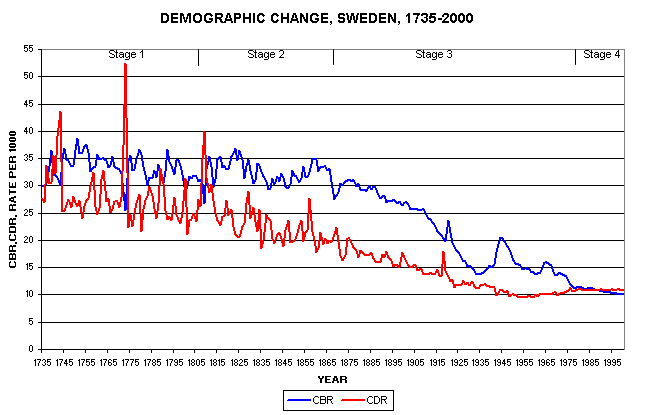
Transition démographique en Suède : estimations des taux de natalité (bleu) et de mortalité (rouge) de 1735 à 2000.

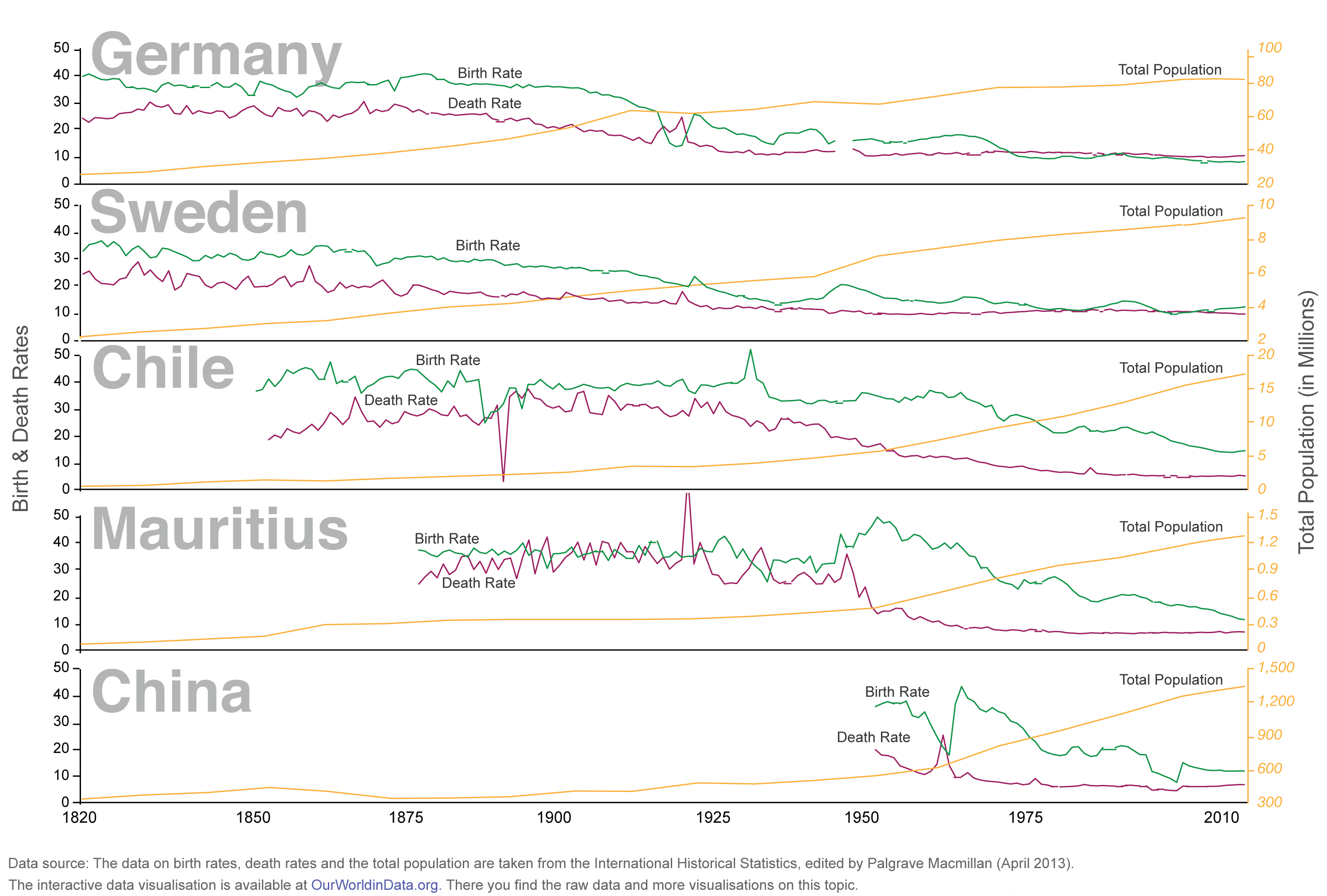
Transition démographique dans cinq pays : Allemagne, Suède, Chili, Maurice, Chine. Taux de natalité en vert/ mortalité en rouge.

### Facteurs des profils de transition
Vers 2009, l'existence d'une corrélation négative entre fécondité et développement industriel est devenue un fait reconnu dans les sciences sociales.
Trois caractéristiques opposent, selon Jean Claude Chesnais, le Nord ou pays développés en 1950 et les pays en développement appelés aussi Sud global  .
1. la période de démarrage de la baisse de la fécondité va de 1760 en France jusqu'à environ 1920 pour les pays développés et de 1960 à 2015 pour les pays en développement, le dernier pays étant le Niger ;
2. la durée très variable de la transition jusqu'à l'indice de fécondité de remplacement (2,1 enfants par femme) : elle varie de deux siècles et demi en Suède[19], un peu moins en Angleterre[20], alors que la Corée du Sud l'a réalisée en 60 ans[21] ;
3. la hauteur maximale : le taux de croissance démographique maximal constaté lors d'une décennie est beaucoup plus élevé dans les pays du Sud

Les premiers pays à avoir connu la transition démographique sont les pays d'Europe occidentale et l'Amérique du Nord. Cette transition s'est ensuite diffusée progressivement dans les autres pays d'Europe et au Japon, puis dans les pays en développement, - Asie moins le Japon, Amérique latine, Afrique-.
Les profils de transition des pays en développement sont  retardés et accélérés, si on les compare à ceux des pays développés : d'abord leur démarrage est plus tardif ; en 1950, leur indice synthétique de fécondité est supérieur à 5 (sauf Argentine et Uruguay), contre moins de 3 en moyenne dans les pays du Nord ; ensuite leur transition est en moyenne plus "haute" du fait depuis 1950 de pics de croissance démographique décennaux le plus souvent supérieurs à 2 % par an et assez souvent à 2,5 %, voire 3 % ou 4 %; enfin la durée de leur transition est plus brève.
Ces profils peuvent être différenciés par sous-continents en fonction notamment de la densité utile, - par km carré de surface agricole utile -, en début de période. La baisse du taux de mortalité ayant été rapide de 1945 à 1950, et toutes les régions des pays en développement approchant ou dépassant 2 % de taux de croissance naturelle dans les décennies suivantes, nous comparerons les coefficients multiplicateurs de population des sous-continents. 
Depuis que la division de la population de l'ONU a établi en 1960 une projection de la population mondiale de 6 milliards en l'an 2000 qui s'est avérée exacte, précision renouvelée les décennies suivantes, ces projections globales sont considérées comme relativement fiables à l'échelle globale, l'accélération de la baisse de la fécondité dans certains pays étant compensée par son ralentissement dans d'autres.

### Les multiplicateurs de population par sous-continents (1800 à 2050)
Les estimations pour 1800 sont empruntées à Jean-Noël Biraben (L’évolution du nombre des hommes, Population & Sociétés, numéro 394, octobre 2003). Les estimations de la population mondiale par macro-région sont disponibles pour 1800, 1950 et 2050 sur Hérodote.net, De Lucy à nous. Les coefficients multiplicateurs de population sont calculés selon ces données par région, d'abord pour toutes les régions du monde pour la période 1800-2050 et ensuite seulement pour les pays en développement de 1950 à 2050. Les coefficients multiplicateurs sont les suivants :
10 pour la population mondiale de 1800 à 2050 (de 1 à près de 10 milliards). Selon ce critère, on peut distinguer trois types de macro-régions selon un multiplicateur de population faible, intermédiaire et élevé.
Le multiplicateur de population est relativement faible, inférieur à 5 (31 % de la population mondiale) pour des régions généralement à relativement forte densité utile dès le départ et à développement économique précoce ou rapide :
- 3,65 pour l'Europe (9,7 % de la population mondiale en 2020), à forte densité utile et à transition précoce ;
- 3,3 pour le Japon (1,6 % de la population mondiale) à très forte densité utile.
- 4,5 pour l'Asie orientale sans le Japon (20 % de la population mondiale), à généralement très forte densité utile ; cette macro-région connaît une phase redistributrice après 1945 avec des régimes capitalistes ou collectivistes - réforme agraire, amélioration rapide du statut de la femme, de la santé et de l'éducation, politiques de limitation des naissances -; de ce fait la fécondité baisse très rapidement après la mortalité. Le coefficient multiplicateur de population de l'Asie de l'Est (Chine, Taïwan, Corées du Nord et du Sud) de 1950 à 2050 est d'environ 2,5.

Le multiplicateur de population est intermédiaire (35 % de la population mondiale) pour des régions à relativement forte densité utile et à développement socio-économique tardif et intermédiaire :
- 11,7 pour l'Asie du Sud-Est (8,6 % de la population mondiale) et l'Asie Centrale ex-soviétique (1 % de la population mondiale), à densité utile intermédiaire; ces régions connaissent une amélioration relativement rapide de la santé et de l'éducation, déjà initiées dans la période avant 1950. Le coefficient de 1950 à 2050, est de 4,4 environ.
- 12,6 pour l'Asie du Sud (25 % de la population mondiale), à relativement forte densité utile ; le sous-continent indien accumule beaucoup moins vite du capital social et donc a un retard social, sanitaire et éducatif sur l'Asie de l'Est après 1950 ; la planification familiale progresse plus lentement qu'en Asie de l'Est. Le coefficient multiplicateur de population de 1950 à 2050 est de 5, deux fois plus élevé qu'en Asie de l'Est.

Le multiplicateur de population est élevé pour les macro-régions à densité utile initiale relativement faible, principalement exportatrices de produits primaires
- 20 environ pour l'Afrique du Nord-Asie occidentale (6,7 % de la population mondiale) à densité utile initiale relativement faible, mais très inégale selon les pays. Cette région est fortement dépendante de la rente pétrolière qui rend souvent difficile une industrialisation efficace ; le niveau d'éducation, en particulier des femmes est en 1950 faible ; le coefficient multiplicateur est relativement élevé de 1950 à 2050, de 5,7 environ.
- 23 pour l'Afrique subsaharienne (14 % de la population mondiale), à faible densité utile initiale; ce sous-continent a au départ un capital social et éducatif faible.Les taux d'alphabétisation sont généralement très faibles à la fin de la colonisation vers 1960. Pour des raisons spécifiques et à cause d'une mortalité très forte, le coefficient est relativement faible de 1800 à 1950, de l'ordre de 2 ; il est maximal de l'ordre de 11 sur la période 1950-2050.
- 40 pour l'Amérique latine (8,4 % de la population mondiale) à faible densité utile; ce sous-continent a connu une forte croissance démographique, naturelle et par immigration dès le début du XIXe siècle; cette croissance s'est accélérée dès les années 1930. La baisse importante de la mortalité est donc antérieure aux autres régions en développement. Le freinage de la fécondité est relativement tardif compte tenu d'un indicateur de développement humain intermédiaire. Il s'opère à partir de la décennie 60 et il se généralise dans la décennie 80 en liaison notamment avec les progrès de la santé, de l'éducation, de l'urbanisation, mais aussi avec les plans d'ajustement structurel après 1980 qui suivent la crise des exportations primaires, les taux d'intérêt réels très élevés dus à la politique monétariste de Reagan et le surendettement ; ces plans d'ajustement s'accompagnent généralement d'une dégradation des conditions de vie socio-économiques (transition de crise de la fécondité). Le multiplicateur de population est de 8,9 de 1800 à 1950 et de 4,5 de 1950 à 2050, soit de 40 depuis 1800.
- 100 environ pour l'Amérique du Nord (4,7 % de la population mondiale) à très faible densité utile en 1800; ce sous-continent, bénéficiant de l'immigration nette la plus importante et d'une forte croissance naturelle connait le multiplicateur le plus important.

La densité utile initiale joue donc un rôle très important pour ce coefficient multiplicateur de population de 1800 à 2050. Les profils de transition sont aussi différenciés par pays à l'intérieur de chaque région. De façon schématique, on peut opposer l'essentiel des pays de l'Eurasie à relativement forte densité initiale, à l'Afrique et aux Amériques à relativement faible densité initiale.
Plus largement, la différenciation des profils de transition démographique provient principalement des profils de transition de la fécondité. L'examen des principaux facteurs de cette transition est donc nécessaire.

## Principaux facteurs de transition de la fécondité
La diversité des sentiers de transition de la fécondité indique une pluralité des facteurs d'explication ainsi que de leur hiérarchisation selon les périodes et les régions, chacune de celles-ci étant fortement différenciée et ayant une histoire spécifique. La transition des pays en développement (plus de 80 % de la population mondiale) est différente de celle des pays développés : par sa période de démarrage tardive, après 1960 pour la baisse de la fécondité, alors que les pays industrialisés avaient quasiment achevé la leur ; par sa hauteur (taux de croissance démographique en moyenne plus élevé) ; enfin par sa durée (en moyenne plus brève). Cinq catégories de facteurs influent principalement sur la transition de la fécondité : les facteurs sanitaire, éducatif-culturel, géographique-historique de la densité utile, socio-économique du niveau de vie et de ses fluctuations ainsi que de la politique démographique de contraception.

### Politique de santé
La mise en place des États modernes a exercé une influence décisive sur la diminution de la mortalité et donc l'accélération de la croissance démographique qui sont un préalable indispensable à la baisse de la fécondité. Les principaux facteurs de cette baisse de la mortalité sont la mise en place d'infrastructures générales (transports, canalisations, égouts) et sanitaires (unités de soins, hopitaux), la qualité et la répartition de l'offre médicale et paramédicale, la législation sur l'hygiène publique, la vaccination, les prix des biens et services médicaux, le niveau d'instruction...Cette baisse de la mortalité est chronologiquement le premier facteur. La baisse de la mortalité infantile et juvénile ne rend plus nécessaire de mettre au monde six à sept enfants en moyenne par femme pour en garder deux ou trois qui arriveront à l'âge adulte et aideront les parents dans leurs vieux jours. Le niveau de fécondité nécessaire au remplacement des générations diminue alors fortement. Cependant, la prise de conscience de ce changement majeur s’opère généralement après une période de plusieurs décennies.
Le taux de mortalité infantile et juvénile (de 0 à 5 ans), qui dépasse 250 ‰ et qui peut atteindre 400 ‰ dans les sociétés traditionnelles, va progressivement baisser, entraînant après un délai de plusieurs décennies la transition de la fécondité. En 1950, le taux de mortalité infantile (0 à 1 an) est encore de 190 ‰ en Afrique, Asie du Sud et Asie de l'Est. La baisse forte de la mortalité infantile est un préalable à la baisse de la fécondité dans les pays en développement (PED). Un autre indicateur de santé important et corrélé au précédent est l'espérance de vie à la naissance. De 25 ans dans les sociétés traditionnelles, il approche ou dépasse les 50 ans pour les PED lorsqu'ils amorcent la transition de leur fécondité. L'espérance de vie à la naissance est en corrélation négative significative avec l'indice synthétique de fécondité pour les PED en 1990. Il y a une corrélation nette entre les taux de mortalité infantile-juvénile et les indices synthétiques de fécondité en 1985-90 par exemple des plus élevés en Afrique et Asie du Sud et de l'Ouest aux plus bas en Amérique latine et Asie de l'Est.
Dans un premier temps, un certain nombre de facteurs favorables au développement économique interviennent davantage : diminution de la mortalité, de la morbidité, du fatalisme incitant à une vision à plus long terme, accroissement de l'éducation, de l'épargne et de l'investissement, des infrastructures. Cependant, généralement, mis à part le cas très spécifique de pays neufs ayant une très faible densité utile au départ, Amérique du Nord, Australie…, si une croissance démographique rapide supérieure à 2 % par an est prolongée sur plus de trois ou quatre décennies, des facteurs défavorables vont alors se multiplier : amenuisement des terres cultivables par agriculteur, urbanisation très rapide et essor des bidonvilles, croissance lente ou parfois baisse du niveau de vie moyen qui est déjà faible. Les familles et gouvernements, souvent pendant ou après une période de crise socio-économique sont alors incités à ajuster la fécondité à la baisse de la mortalité et à promouvoir la planification familiale qui est aussi un facteur d'amélioration de la santé des femmes.

### Politique d'éducation, rationalité moderne, coût de l'enfant et statut de la femme
C'est le deuxième facteur. L'éducation, qui a un rôle stratégique pour le développement, a plusieurs conséquences importantes sur la fécondité. D'abord elle contribue à favoriser la rationalité moderne mieux adaptée aux nouvelles structures socio-économiques et au développement durable. Ensuite le coût de l'enfant augmente à cause du recul du travail des enfants et du coût de l'investissement éducatif.
De plus, l'éducation des filles est essentielle. Au début, elle est partout en retard et parfois très fortement sur celle des garçons : deux tiers des adultes analphabètes sont des femmes. Leur éducation a pour effet de retarder l'âge moyen au mariage, de diminuer la différence d'âge entre époux et de réduire progressivement le poids de l'idéologie patriarcale nataliste, tout en améliorant l'éducation des enfants. Les femmes restent souvent discriminées : par exemple, dans certains pays, elles n'ont pas le droit de posséder des biens fonciers, n'ont pas accès au crédit et ont un accès limité à certaines ressources (héritage, engrais, technologie). Daniel Noin cite une étude de Population Crisis Comitee (Washington) qui relève que le statut de la femme, c'est-à-dire la place de la femme au sein du couple, de la famille et de la société, dont la composante principale est l'éducation des filles, a un coefficient de corrélation très élevé (de -0,9, le maximum étant de -1) avec l'indice synthétique de fécondité (ISF) pour les pays en développement. Cependant, certains démographes font remarquer que cette variable est elle-même composite, donc moins précise qu'une variable unique. Mais la corrélation négative de l'ISF avec la proportion de filles dans l'enseignement secondaire est de -0,86, donc élevée (même étude). Cette variable joue en moyenne sur la fécondité après un délai de deux décennies ou plus. Les enfants sont à leur tour mieux éduqués.
Ainsi, l'alphabétisation majoritaire des femmes précède généralement la baisse de fécondité. Le taux d'alphabétisation en 1950 est supérieur à 90 % dans les pays du Nord, mais très faible dans les pays colonisés du Sud global, le plus souvent inférieur à 20% au sortir d'une guerre coloniale et civile en Chine en 1950, à 10 % en Inde et Indonésie, à 5% en Afrique du Nord et en Indochine et à 2 % par exemple en Afrique occidentale française. Elle est précoce en Thaïlande, pays non colonisé. En Inde, la hiérarchie des analphabétismes féminins entre États recoupe fortement celle des indices de fécondité. En 1990, selon l'étude de Willems et Tabutin, pour 108 pays en développement, le coefficient de corrélation entre l'indice synthétique de fécondité et le taux d'analphabétisme adulte en 1990 est de R = 0,736. La fragmentation linguistique rend plus difficile une alphabétisation efficace en Afrique subsaharienne.
Selon Faruqee (1979), ces deux premiers facteurs expliqueraient environ la moitié de la baisse de fécondité. Cependant, cet auteur n'a pas pris en compte de façon explicite des variables plus qualitatives et moins étudiées statistiquement comme le statut de la femme, ou encore la densité utile.
Les politiques de meilleure satisfaction des besoins essentiels en alimentation, logement, santé et éducation (modèle dit latino-américain de la fondation Bariloche) donnent une priorité à l'éducation de base et aux soins primaires, ce qui permet d'accélérer la transition socio-démographique et de diminuer plus rapidement la pauvreté

### Densité utile (par km carré utile) et taux d'urbanisation

#### Densité utile
Selon l'Organisation des Nations unies pour l'alimentation et l'agriculture (ONUAA ou FAO), la superficie utile ou utilisée est la somme des terres arables et des prairies et pâturages permanents. La densité utile, c'est-à-dire le rapport population / superficie utile, est aussi un facteur géographique et historique important. La croissance démographique rapide et la hausse de la productivité agricole aggravent la surpopulation rurale dans les régions à forte densité utile. La contrainte foncière contribue à expliquer des politiques de planification des naissances relativement plus précoces et incitatives dans les pays d'Asie de l'Est et du Sud (plus de 50 % de la population mondiale) et donc une croissance démographique finalement plus faible. À l'inverse, les Amériques, ayant une faible densité initiale, ont connu la croissance démographique la plus forte au monde depuis 1800, passant de 2,5 % à 13 % environ de la population mondiale.
Le critère de la densité globale est souvent mis en avant, mais il intègre dans le calcul les déserts, montagnes et autres aires non cultivables, ce qui fausse considérablement les comparaisons.
En Europe occidentale la densité utile du Royaume-Uni, une des plus élevées, est de 1 050 en 2015.
La densité utile est encore plus élevée dès 2015, - Hérodote.net, De Lucy à nous op.cit.-, ou elle le deviendra rapidement dans les pays parmi les plus peuplés d'Asie de l'Est et du Sud :
- Asie de l'Est et du Sud-Est : Corée du Sud : 3340 hab./km² utile ; Japon 3000 ; Philippines 1860 ; Vietnam 1440 ; Chine 1300 ; Indonésie 1080 ;
- Asie du Sud : Bangladesh 2100 ; Pakistan 940 ; Inde 842.
- Ces neuf pays pris ensemble incluent environ la moitié de la population mondiale.

Elle est aussi très élevée ou le deviendra dans de nombreux pays d'Asie Occidentale et d'Afrique :
- Asie occidentale : Territoires palestiniens 10 000 ; Yémen 2100 ; Irak 1080 ;
- Afrique du Nord : Égypte 3200 ;
- Afrique subsaharienne : Somalie 985 ; Rwanda et Burundi 980 ; Nigeria 520 etc.

La nature qualitative de ce critère, la nécessité de distinctions entre terres cultivables et autres terres utiles (pâturages, etc.), entre terres irriguées ou non, et selon la qualité des sols qui, dans de nombreux pays africains est en moyenne faible, rend délicate son utilisation pour les comparaisons internationales. Si l'on considère uniquement les terres cultivées, la densité agricole (population / km carrés de terres agricoles) passe alors de 60 à 343 pour le total de l'Afrique et par exemple de 64 à 1072 pour le Kenya en 1993 (calculs d'après Nations unies 1993 et World Resources Institute en 1994). Compte tenu du réchauffement climatique, des dégradations accrues de la qualité des terres risquent de se produire dans de nombreux pays rendant encore plus difficile dans de nombreux cas l'auto-approvisionnement du pays.
La densité utile initiale contribue donc à expliquer les écarts du multiplicateur transitionnel de population (MTP) de 1800 à 2050 ; entre par exemple les régions à relativement forte densité utile initiale (comme la majorité des pays de l'Eurasie où ce multiplicateur transitionnel est inférieur à 12,5) et les régions à relativement faible ou très faible densité utile initiale où ce multiplicateur est supérieur à 20 (Amériques, Océanie, Afrique).

#### Taux d'urbanisation
Lorsque la densité utile est relativement faible, comme en Amérique latine, ou que l'émigration est facile comme en Europe occidentale au XIXe siècle, un taux d'urbanisation nettement plus élevé est constaté lorsque la baisse de fécondité se déclenche.
Le taux d'urbanisation est un facteur explicatif jugé moins important.
En général, les urbains bénéficient davantage des services de santé et d'éducation que les ruraux. L'urbanisation s'accompagne plus rapidement du passage de la famille rurale élargie à la famille plus restreinte.
Le rôle de l'urbanisation est généralement plus important dans les pays à relativement faible densité rurale. Néanmoins Chenery et Syrquin (1975) ont montré que lorsqu'on a isolé l'influence du taux de mortalité infantile, du niveau d'instruction et du revenu par tête, l'urbanisation ne joue plus alors qu'un rôle négligeable.
Son coefficient de corrélation négatif avec l'ISF est aussi plus faible, de -0,57 selon l'étude déjà citée de Willems et Tabutin (p 32). Ainsi au début de la période respective de transition de la fécondité, les taux d'urbanisation étaient beaucoup plus faibles en 1970 dans les pays d'Asie de l'Est et du Sud en général (de 15 à 20 %) que dans ceux d'Amérique latine en 1965-1970 (de 40 à 60 %) ou même souvent d'Afrique subsaharienne en 1990 (de 10 à 40 %). Ainsi, le Bangladesh, pays fortement rural, a un taux d'urbanisation d'environ 16 % en 1990, lorsqu'il atteint un indice synthétique de fécondité (ISF) de 5,3. En comparaison, le Nigeria atteint ce même niveau de 5,3 en 2019 alors qu'il est urbanisé à 50 % et a un PNB par habitant plus élevé dès 1990. Le premier pays a une répartition des revenus plus équilibrée et fournit davantage de services de santé et d'éducation aux zones rurales.
La forte densité rurale en Asie de l'Est et du Sud, a pu se substituer à l'urbanisation comme facteur incitatif à la baisse de la mortalité puis de la fécondité.

### PNB par habitant et indicateur de développement humain (IDH)

#### PNB par habitant
Le PNB par habitant est un facteur explicatif moins important.
Selon Faruqee (1979), ce facteur expliquerait environ 13 % de la baisse de fécondité.
Certes, cet indicateur donne une première idée du niveau de vie moyen, mais il ne tient compte ni du statut de la femme, ni du niveau d'éducation, ni de l'importance des inégalités entre groupes sociaux, ni des coûts écologiques, ni du pouvoir d'achat interne des populations qui est sous-estimé pour les pays en développement (PED) par les taux de change commerciaux existants: ils ne prennent pas ou peu en compte les échanges intérieurs non marchands, l'autoconsommation et les politiques  de dépréciation compétitive fréquentes en Asie du Sud et de l'Est.
Ainsi, le coefficient de corrélation entre ISF et PNB par habitant pour 108 PED en 1989, selon l'étude de Willems et Tabutin (op.cit. p 30) était de -0,292 (non significatif). Par exemple le PNB par habitant était en 1982 environ vingt fois plus élevé en Arabie Saoudite qu'au Sri Lanka, alors que l'indice synthétique de fécondité était alors de 7 enfants par femme en Arabie Saoudite et de 3,2 au Sri-Lanka.
L'indicateur du PNB par habitant en parité de pouvoir d'achat (PPA), utilisé par le FMI, corrige la sous-estimation des monnaies des pays du Sud. C'est un indicateur plus significatif.
Cependant, même lorsque le PNB par habitant est faible, il a déjà augmenté significativement d'au moins 30 % selon J.-C. Chesnais (1986) et les structures socio-économiques se sont modifiées avant la baisse de fécondité.
De plus, l'achèvement de la transition de la fécondité peut se produire à un niveau de revenu par habitant faible. Ainsi, par exemple le Népal qui a un revenu par habitant en parité de pouvoir d'achat inférieur à 25 % de la moyenne mondiale a un indice de fécondité de 2 en 2025, inférieur au seuil de remplacement des générations. 

#### Indicateur de développement humain  (IDH)
L'IDH est plus fortement corrélé négativement avec l'indice synthétique de fécondité, puisque ses trois composantes éducative, sanitaire et économique sont des déterminants de la fécondité. Les deux premières composantes socio-éducatives sont mieux corrélées que la composante économique.  
Selon l'étude de Willems et Tabutin pour 107 pays (p 30), la corrélation est de - 0,779 (significatif).
De plus, l'IDH ajusté selon la répartition du revenu et en fonction des disparités entre les sexes, permet de tenir compte de ces deux autres déterminants importants de la fécondité. Ces politiques (santé, éducation, statut de la femme) sont parmi les plus efficaces pour ajuster la fécondité, diminuer la pauvreté et favoriser le développement durable.

### Transitions de crise et accès au planning familial

#### Transition de crise
Une crise socio-économique ou une guerre induisent une baisse du niveau de vie et des anticipations plus pessimistes, qui peuvent constituer un « défi créateur » pour les gouvernements et les familles, selon l'expression de l'anthropologue Esther Boserup et déclencher ou accélérer une baisse de la fécondité lorsqu'une évolution significative a déjà eu lieu pour les quatre facteurs précédents : santé, éducation, densité utile et urbanisation, niveau de vie.
Ainsi, l'observation de l'histoire de la majorité des principaux pays indique que c'est, en général, après une crise socio-économique, accompagnée souvent par des pénuries économiques et alimentaires sévères et parfois par des famines locales, que les populations commencent à restreindre leur fécondité, spontanément ou, souvent après 1960, en liaison avec une libéralisation ou une promotion étatique de la contraception. Une baisse initiale ou accélérée de la fécondité a ainsi eu lieu d'abord en Europe: dans la France, en partie déchristianisée, après le mouvement des Lumières et la Révolution, une réforme agraire et les guerres de la Révolution et  de l'Empire (1790-1815) ;  dans les pays d'Europe du Nord-Ouest, près d'un siècle plus tard, après un fort progrès de l'espérance de vie, de la densité utile, de l'alphabétisation et de l'urbanisation, pendant la grande crise-récession de 1873-1896. Les crises d'après-guerre du XXe siècle ont pu être aussi un déclencheur ou un accélérateur : en URSS, après la guerre civile, le « communisme de guerre », la famine et l'alphabétisation de masse dès les années 1920 ;  en Yougoslavie après 1920 ; au Japon, d'abord dès 1925, puis après 1945, après les bombes atomiques, le rapatriement de 10 millions de Japonais et une libéralisation de la contraception, une  baisse forte et très rapide de l'ISF s'observe de 1945-50 (4) à 1956-60 (2,1) (J.-C. Chesnais, annexe 3.4, 1986)
Dans les PED, c'est en général après 1950-1960 que beaucoup d'États développent fortement l'alphabétisation et les services de santé, puis un peu plus tard l'accès à la contraception moderne, à la suite de la forte accélération de la croissance démographique. La baisse de la fécondité se produit alors ou s'accélère dans ces pays souvent après une crise sévère et un changement d'orientation politique : en Corée du Sud après 1960, en Chine, Inde et Indonésie à partir de 1965-1970 (disettes et famines les années précédentes), au Vietnam après 1975 (fin de la guerre), au Bangladesh après 1980 — après l'indépendance et un progrès de l'alphabétisation —, en Iran et en Algérie après 1985 (contre-choc pétrolier), dans la majorité de l'Amérique latine à partir des années 1960, avec une accélération dans les années 1980 (crise de la dette et plans d'ajustement structurel), puis dans la majorité de l'Afrique subsaharienne en crise dans les années 1980-1990. Au moins les trois quarts de la population des pays en développement (PED) sont dans ce cas. On parle alors de « transition de crise de la fécondité ».
De plus, même si plus rarement le déclenchement de la transition de la fécondité a lieu dans une période de croissance économique, on observe le plus souvent auparavant une période de croissance démographique rapide de plusieurs décennies débouchant sur une pression plus forte concernant les terres, une croissance urbaine très rapide des taudis et bidonvilles, le chômage, le sous-emploi et des salaires restant faibles, ainsi qu'un amenuisement des croyances traditionnelles natalistes : Italie 1885, Russie 1900-1914 ; Amérique latine 1960-1980, facteurs qui incitent une partie de la population à restreindre sa fécondité. Selon l'économiste chilien Carlos Ominami, à une crise structurelle quasi-permanente dans la majorité des PED s'ajoute, lors de certaines périodes, une crise conjoncturelle d'origine nationale ou internationale qui aggrave encore davantage la situation.

#### Accès au planning familial
Dans les PED, après 1960, les programmes de planification familiale (planning familial) permettent de rapprocher le nombre d'enfants par femme de celui plus bas qui est souhaité. Cette politique accompagne la politique sanitaire et éducative et peut, comme généralement en Asie de l'Est et du Sud, accélérer la transition de la fécondité. Selon Willems et Tabutin (Chaire Quételet, 1992) le coefficient de corrélation négative entre l'indice synthétique de fécondité (1990) et la prévalence contraceptive (1985-89) est pour 78 pays en développement de -0,901, donc très significatif. Le taux de prévalence de la contraception est différencié : ainsi en 1984, il est de 43 % pour la moyenne des pays en développement, seulement de 12 % en Afrique, 31 % en Asie du Sud, mais 47 % en Amérique latine et 73 % en Asie de l'Est. 
L'existence et l'efficacité des politiques démographiques sur le long terme peuvent être observées en comparant des pays qui avaient des populations relativement comparables en 1950 en millions (M) : Thaïlande et Philippines (20 M), Bangladesh et Pakistan occidental (40 M), Vietnam et Nigeria (30 M). Du fait du retard de la transition de la fécondité, les seconds pays, Philippines, Pakistan et Nigeria, auront, selon les projections intermédiaires de l'ONU pour 2050,  une population respectivement 2 fois, 1,7 fois et jusqu'à 3,3 fois plus élevée  que les pays de population comparable en 1950 .
L'évolution de la fécondité est donc fonction principalement de cinq déterminants : la densité utile et plus généralement l'histoire des sociétés qui influent sur le rôle de l'État plus ou moins développementeur, plus ou moins innovateur ou prédateur. L'État à son tour détermine les politiques de santé, d'éducation  et le statut des femmes, la politique économique et la politique d'accès à la santé reproductive et au planning familial . Ces déterminants sont importants dans l'ensemble des sociétés, mais avec des intensités et une chronologie différente.
La baisse de la fécondité, pour les pays en développement (PED) à revenu faible en 1960, - Asie de l'Est hors Japon, Asie de Sud, Afrique subsaharienne qui incluent ensemble 80 % de la population des PED, est aussi fortement corrélée en général à la vigueur du développement économique par habitant. Les investissements en capital humain (santé, éducation particulièrement des femmes) et en planning familial favorisent-ils l'investissement économique et le développement économique par habitant?

## Transition socio-démographique, «dividende démographique» et progrès économique dans les pays en développement à revenu faible en 1960
Peut-on observer une relation significative entre croissance démographique et croissance économique par habitant, pour ces pays en développement ayant un revenu faible en 1960 et  qui incluent ensemble près des deux tiers de la population mondiale ?

### Évolution de la structure par âge et dividende démographique
Quelques années après le commencement d'une baisse de la fécondité, la déclin de la part des moins de 15 ans aboutit à un déclin significatif du ratio de dépendance (0 à 15 ans et plus de 65 ans / 15-65 ans) le ratio de dépendance des plus de 65 ans restant faible pendant plusieurs décennies. Durant cette période entre le déclin de la part des moins de 15 ans et l'augmentation forte de la part des plus de 65 ans, il existe une « fenêtre d'opportunité démographique » d'une durée d'environ 50 ans qui peut favoriser potentiellement une forte croissance économique par habitant grâce à une augmentation du rapport de la population d'âge actif (15 à 65 ans) à la population dépendante (autres), appelée le « dividende démographique » ou la fenêtre d'opportunité démographique.

### Transition socio-démographique et progrès économique accélérés en Asie de l'Est
Cependant d'autres facteurs que le dividende démographique ont aussi joué pour les " miracles économiques " est-asiatiques où la croissance économique par habitant a été majeure, dépassant 6 à 7 % par an pendant au moins 30 ans : en amont de la baisse de fécondité, l'existence d'une vieille civilisation bouddhiste-confucéenne, le "défi créateur" (Boserup) dû à la forte densité utile, à des périodes de guerre, à la compétition des deux systèmes pendant la guerre froide aboutissent à la mise en place d'un État développementeur ou stratège. Celui-ci impulse de forts progrès des niveaux moyens d'éducation, de santé, du statut de la femme et de la réforme agraire, donc une diminution de la pauvreté, ce qui favorise l'ajustement plus rapide de la fécondité à la baisse de la mortalité. Plusieurs mécanismes favorisés par la baisse de la fécondité accélèrent le potentiel de croissance sur plusieurs décennies à des niveaux jamais atteints jusqu'en 1945 : forte hausse de la proportion des personnes d'âge actif (15-65 ans) dans la population totale, par exemple en Chine de 52% en 1960 à 67 % en 2010 ; investissement éducatif par jeune plus important; taux d'activité des femmes accru du fait de la diminution du nombre d'enfants; passage accéléré des paysans marginaux à très faible productivité vers les secteurs modernes à relativement forte productivité. La part de la paysannerie passe de 70 % de la population active pour la majorité des pays d'Asie du Sud et de l'Est jusqu'à 20 % ou moins dans certains pays. Toute une série d'effets indirects ont joué aussi, comme l'allongement des anticipations, l'acquisition d'une rationalité mieux adaptée à la modernité et de qualifications, les hausses de la productivité agricole, de la nutrition.
Ces évolutions  favorisent aussi des taux beaucoup plus élevés d'épargne et d'investissement, un essor rapide des infrastructures et des équipements, de la productivité. Le patriotisme économique,  la protection de fait des industries naissantes, les dévaluations compétitives et la croissance annuelle à deux chiffres des exportations industrielles sont ainsi favorisés.  Il s'ensuit une forte accélération des taux de croissance du PNB par habitant. La période de croissance économique maximale dure pendant environ trois ou quatre décennies en Asie de l'Est et s'observe plus récemment partiellement en Asie du Sud : Japon de 1945 à 1975-1985 ; Corée du Sud de 1960 à 2000 ; Chine de 1980 à 2015 ; Vietnam après 1980,  etc. Les transformations socio-économiques qui accompagnent la modernisation ( salarisation accrue notamment des femmes, élévation de la qualification, urbanisation, etc) rétroagissent aussi sur la baisse de la fécondité.

### Transition socio-démographique et progrès économique ralentis en Afrique subsaharienne
À l'opposé, il peut y avoir une "trappe démographique de pauvreté". Le maintien de taux de natalité et de croissance démographique élevés pendant une longue période accroît la part de l'investissement démographique, défini comme nécessaire au simple maintien du niveau de vie par habitant et ceci au détriment de l'investissement économique par habitant qui permet la hausse du niveau de vie, selon la distinction d'Alfred Sauvy. Beaucoup de pays d'Afrique subsaharienne ont connu ainsi plusieurs décennies de relative stagnation, baisse ou croissance très lente du PNB par habitant. Prenons un exemple très schématique: un pays d'Afrique subsaharienne a eu en moyenne une croissance démographique de 3 % par an pendant 30 ans (1970-2000) et a donc plus que doublé sa population, selon la règle des intérêts composés (1,03 puissance 23 = 2). L'investissement de remplacement ou amortissement économique, le simple entretien du capital technique, absorbe environ 8 % du PIB par an ; il faut y ajouter le taux d'investissement démographique qui est égal approximativement à 3 fois le taux de croissance démographique, soit dans ce cas 9 % du PIB. Le taux d'investissement global étant compris généralement dans ces pays entre 15 et 20 % du PIB, on comprend que le taux d'investissement net-net qui permet la croissance économique par habitant, - investissement brut diminué à la fois de l'amortissement économique et de l'investissement démographique -, est pratiquement nul, voir négatif pendant cette période de croissance démographique très rapide. Ce schéma théorique simplifié contribue à expliquer la relativement faible croissance moyenne du PIB par habitant dans ce sous-continent depuis 1965: quasi stagnation de 1965 à 1995, + 2,5 % par an et par habitant de 2000 à 2010, puis très faible croissance depuis. Les exportations principalement de produits primaires augmentent relativement peu en volume ou quantités et sont soumises à des fluctuations fortes des prix, ce qui freine aussi considérablement le développement. .

### Corrélation négative significative entre les taux de croissance démographique et économique par habitant pour les pays en développement à revenu faible après 1970
La corrélation négative entre le taux de croissance annuel moyen de la population (p) et le taux de croissance annuel moyen du PIB par habitant (g = growth) est forte et significative depuis la période des années 70 de baisse importante de la fécondité  dans la majorité des PED, et encore davantage si on centre l'étude sur les trois régions à revenu faible en début de période (1965-2020) : Asie de l'Est, Asie du Sud et Afrique subsaharienne. Ces trois sous-continents incluent ensemble en 2025 près de 70% de la population mondiale et plus de 80 % de la population des pays en développement. Cette corrélation est moins nette pour les régions à revenu intermédiaire depuis 1965 (Amérique latine, Afrique du Nord-Moyen Orient), car leur PNB par habitant varie aussi fortement en fonction des prix et de la demande de produits primaires.
La corrélation négative des taux de croissance démographiques annuels (p) et des taux de croissance économique annuel par habitant et par an (g) est donc élevée et significative, pour ces trois macro-régions depuis 1965-70. 
-En Asie de l'Est et du Sud Est le fort ralentissement de la croissance démographique (p = environ 1,3 % par an en moyenne de 1970 à 2020 et 0,1 % en 2022 ) a favorisé une forte accélération de la croissance économique par habitant (g = environ 5  % par an). 
-En Afrique subsaharienne, à l'opposé, la croissance démographique forte et prolongée (p = 2,8 % par an en moyenne depuis 1970 et en 2019, 2,6% en 2024 ) s'est accompagnée d'une croissance économique par habitant très faible (g = environ 1 % par an et par habitant). 
-L'Asie du Sud a des performances intermédiaires : p = 2,1 % par an en moyenne et 1,2 % en 2019, et g = environ 1,9 %par an de 1965 à 1995    et avec une accélération à près de 5 % par an depuis l'an 2000.
Le calcul des taux de croissance des PIB par habitant aboutit à des différences très élevées au bout de soixante ans (1965-2025) entre ces trois sous-continents majeurs, respectivement une multiplication environ par 16 en Asie de l'Est, par 6 en Asie du Sud et par 1,5 en Afrique subsaharienne. Dans le même temps, la population double en Asie de l'Est, triple en Asie du Sud et plus que quadruple en Afrique subsaharienne. Une croissance démographique rapide, puis ralentie fortement et rapidement ensuite est favorable au développement économique. Le pouvoir d'achat moyen augmente à moyen-long terme à peu près parallèlement au PNB par habitant.
Les transitions de la fécondité et du niveau de vie sont donc accélérées en Asie de l'Est, intermédiaires en Asie du Sud et fortement ralenties en Afrique subsaharienne. L'explication du développement divergent pour les trois sous-continents les plus peuplés est que les principaux facteurs du dynamisme économique ont joué dans le même sens : le défi créateur (géopolitique, démographique et socio-économique ) en début de période, concept promu par l'anthropologue Esther Boserup, induit la mise en place plus ou moins rapide d'un État stratège promoteur du développement socio-économique (capital social). Cet État stratège va favoriser à la fois la formation de la population, la santé et le planning familial ( (capital humain), l'essor de la production agricole par habitant en liaison avec des réformes agraires efficaces et le soutien des prix, la hausse des taux d'activité, particulièrement féminins et du fait du poids accru des 15 à 65 ans, des taux d'épargne globale et d'investissement ainsi que d'un capital technique élevé et efficace permise par une meilleure insertion dans la division internationale du travail (taux d'investissement et dynamisme des exportations surtout de produits manufacturés). Ces facteurs ont donc été très importants en Asie de l'Est, intermédiaires en Asie du Sud et faibles en Afrique subsaharienne. La spécialisation précoce dans les exportations de produits manufacturés des pays d'Asie de l'Est et du Sud, a été contrainte par une forte densité utile et donc par la faiblesse des exportations de produits primaires. Facilitée par des dévaluations compétitives et une politique économique pragmatique, elle permet d’accélérer les importations de technologie et la croissance économique.
À l'inverse, la spécialisation traditionnelle en exportations primaires du "Sud occidental" à densité utile plus faible (Moyen-Orient, Afrique, Amérique latine) s'accompagne d'une transition démographique plus longue, plus haute (pics de croissance démographique supérieurs à 2,5 ou 3 % par an pendant une ou plusieurs décennies) et d'une croissance économique ralentie après 1970-1980. Les fluctuations des prix de produits primaires, leur faible taux de croissance annuel moyen en volume, l'appropriation fréquente par des oligarchies et des firmes multinationales de rentes, la mal-gouvernance, les fuites de capitaux, le surendettement contribuent à expliquer cette relativement faible croissance. 
Le nombre de pauvres et le taux de pauvreté absolue de la population (moins de 1 dollar par jour équivalent 1990  en parité de pouvoir d'achat) évoluent en liaison avec la vitesse des transitions sociale, démographique et économique. La baisse est très élevée en Asie de l'Est (472 millions de pauvres en 1990 ou 40 % de la population, 4 millions en 2030 ou 0,2 %) ; beaucoup plus lente en Asie du Sud (462 millions en 1990 ou 39% et 159 millions en 2030 ou 7,2 %). En Afrique subsaharienne la hausse absolue du nombre de pauvres va de pair avec une baisse très lente de leur proportion dans la population : 227 millions en 1990 ou 48 %, 337 millions en 2030 ou 23,5 %.Les taux de pauvreté dépendent aussi de l'histoire et des choix socio-politiques de chaque pays.
De plus, ces sous-continents devront affronter dans la période qui vient un défi écologique majeur, le maintien d'un capital naturel suffisant.

### Résumé
Les divergences des dynamiques de population des régions en développement depuis 1960 s'expliquent pour l'essentiel par les sentiers différents de transition de la fécondité. Cette fécondité dépend à son tour principalement d'une part de variables sociales, éducatives et économiques qui peuvent être approchées par l'indicateur de développement Humain (IDH) ajusté selon la répartition du revenu et en fonction des disparités entre les sexes.
Elle dépend aussi de variables géographiques, écologiques, historiques, idéologiques, politiques qui peuvent être approchées schématiquement par les indicateurs de densité utile, de taux d'utilisation de la contraception, etc.
Cette dynamique de la transition socio-éducative et de la fécondité influe aussi fortement sur celle du développement économique et durable. Un État stratège promoteur du développement est en général un catalyseur du développement économique.

## Critiques et élargissement du modèle
Le schéma ou modèle de la transition démographique (MTD) a connu de nombreuses critiques et plusieurs enrichissements et ajustements en liaison avec les évolutions démographiques. Les questions principales sont : peut-on parler d'une transition démographique comparable au néolithique ? Le recul préalable de la mortalité est-il universel ? Comment intégrer l'importance des migrations internationales (système ouvert/fermé) ? Ce modèle s'applique-t-il à l'ensemble des pays en développement ? Peut-on parler d'une « deuxième transition démographique » pour les pays à basse fécondité depuis plusieurs décennies ?

### Transition ou révolution démographique du néolithique
La transition démographique contemporaine n'est pas la seule transition démographique de l'histoire humaine. Au néolithique, l'apparition de l'agriculture entraîne une augmentation de la population et une forte augmentation de la fécondité - en anglais fertility -, suivie d'une augmentation de la mortalité, par rapport aux populations de chasseurs-cueilleurs mésolithiques. Ce régime démographique se maintiendra jusqu'à la transition démographique contemporaine.
Cependant l'absence de baisse structurelle de la mortalité et de la fécondité ne permet pas de parler de transition démographique au sens strict et conduit à parler plutôt de révolution agricole et démographique du Néolithique.

### Spécificité de la transition française
L'observation de la transition démographique française a fait douter certains auteurs de l'universalité du schéma classique. En France on observe, à partir de 1750 et tout au long de la transition, une chute relativement conjointe des taux de natalité et de mortalité, qui induit un essor démographique ralenti comparativement aux pays voisins.
Certes l'augmentation de la population au terme de la transition démographique française est l'une des plus faibles au monde, mais elle est cependant significative : près de 100 %.
Ainsi le recul préalable de la mortalité ne fait pas de doute pour J.-C. Chesnais et est universel. La forte densité utile dès le XVIIIe siècle, les idées égalitaires, libérales des Lumières et de la Révolution française, l'affaiblissement des interdits religieux, la diffusion de la petite propriété paysanne après 1789, les lois sur le partage égal de l'héritage de 1793, les guerres jusqu'en 1815, sont parmi les explications les plus couramment citées du recul précoce de la fécondité, et de cet écart faible qu'il y a donc eu entre la baisse de la mortalité et la baisse de la fécondité en France.

### Rôle des migrations: système ouvert / fermé
La description des étapes de la transition démographique présentée dans les paragraphes précédents se place dans l'hypothèse d'un système fermé, c'est-à-dire sans migrations internationales significatives, pour prendre en compte uniquement les entrées et sorties « naturelles ». Or, les populations sont des systèmes ouverts avec une régulation interne (natalité et mortalité) et une régulation externe (migrations internationales). Cette dernière a des conséquences sur le volume de la population et cela de façon directe (arrivée - départ) ou indirecte (fécondité différente des populations immigrées…).
Cependant, mis à part les Amériques et la majeure partie de l'Océanie, considérés souvent comme des prolongements démographiques de l'Europe au moins jusqu'en 1960, l'immigration ou l'émigration nette sont restées très minoritaires et souvent relativement faibles entre les différents sous-continents. Aujourd'hui le nombre total des migrants internationaux dans le monde représente 3 à 4 % de la population mondiale, majoritairement vers des pays voisins. L'ensemble des immigrés du Sud vers le Nord inclut 1 % environ de la population mondiale. Néanmoins les migrants jouent un rôle souvent important dans l'économie des pays d'accueil et dans la modernisation des cultures et le développement économique des pays d'origine.

### Émigration et durée de la transition démographique
Une première approche insiste sur la relation entre la possibilité d'émigrer et la durée de la transition démographique : en effet, la grande émigration européenne du XIXe-XXe siècle correspond à la phase d'accroissement maximale de la transition démographique pour l'Europe. Le démographe Jean-Claude Chesnais étudie les grandes migrations transocéaniques de la période 1846-1932 : 18 millions d'émigrants ont quitté les îles britanniques, soit 64 % de la population initiale (dont 5,44 millions pour l'Irlande, soit 66 %), 11,1 millions ont quitté l'Italie (48 %), etc. ; les États-Unis ont reçu 34,24 millions d'immigrants de 1821 à 1932, soit 320 % de la population initiale. Il note que « le pic d'émigration tend le plus souvent à coïncider, à quelques années près, avec le pic de croissance naturelle de la population et que c'est au moment où la proportion de jeunes adultes est exceptionnellement élevée que l'on assiste au gonflement de l'émigration transocéanique ». Cependant, les données statistiques depuis 1945 permettent d'affirmer que la forte importance relative de l'émigration européenne transcontinentale dans la période étudiée précédemment reste un cas minoritaire dans l'histoire contemporaine et que les politiques d'ouverture ou de fermeture relative des pays d'immigration nette, ainsi que, de plus en plus, de migration sélective jouent un rôle important.
La durée de la transition démographique serait-elle liée à la possibilité d'émigrer ? On peut émettre l'hypothèse suivante : lorsque l'accroissement d'une population est très élevé, il risque d'apparaître un déséquilibre entre le nombre d'hommes et des moyens d'existence (récoltes à se partager, nombre d'emplois disponibles…). Il en résulte un appauvrissement. Il s'ensuit une émigration quand celle-ci est possible. C'est ainsi le cas de l'Irlande affamée du XIXe siècle vers les États-Unis (crise de la pomme de terre) ou de l'Italie après le second conflit mondial vers des pays plus au Nord. Or, ce sont majoritairement les jeunes qui émigrent. Leur départ a pour conséquence de diminuer le nombre des naissances dans leur pays d'origine. Taux de natalité et taux de mortalité se rejoignent donc plus rapidement du fait de cette émigration. Le raisonnement est inverse pour le pays d'accueil : l'apport de jeunes immigrants maintient le niveau de natalité et par là même prolonge la transition démographique. On pourrait énoncer la tendance suivante : les vagues d'immigration ont pour conséquence de réduire le nombre d'années de la phase de transition démographique pour le pays de départ et de l'allonger pour le pays d'accueil. Ceci n'est — rappelons-le — qu'une hypothèse.
Une seconde approche part de l'observation des flux migratoires internationaux contemporains. Ils restent à l'échelle mondiale très minoritaires et sont soumis généralement à de fortes restrictions à l'émigration vers les pays à revenu élevé depuis quelques années. Le total des migrants résidant au Nord et provenant du Sud constitue environ 1 % de la population mondiale. Les politiques démographiques et les décisions des familles de la majorité des pays seraient alors déterminées principalement par des considérations internes au pays concerné. Compte tenu de la baisse de la fécondité à un niveau durablement inférieur à 1,8 dans les pays du Nord, ceux-ci pour maintenir l'innovation et l'emploi et accroître le niveau de vie vont devoir maintenir un flux d'immigration nette selon la plupart des économistes. Le maintien de l'avance technologique des USA est fortement lié à une immigration forte des cerveaux.
Historiquement , les flux d'émigration vers les Amériques ont joué un rôle très important pour les pays européens. Ce rôle est beaucoup plus faible pour les pays en développement aujourd'hui. 

### Diversité des cultures et histoires mais universalité du schéma de la transition démographique
L'interprétation de la transition démographique a suscité des discussions de type partiellement idéologique, notamment à la conférence sur la population de Bucarest en 1974. Pour certaines approches, ce modèle théorique de la transition démographique (MTD, en anglais DTM) nierait la diversité des peuples et des cultures et prétendrait rendre compte de l'une de leurs dimensions les plus profondes et complexes - la reproduction - à l'aide d'un schéma de pensée unique. Il n'est pas en effet démontré que les peuples africains et européens aient les mêmes réactions démographiques face à un même événement. 
Cependant ce facteur culturel populationniste est à relativiser. En premier lieu, un demi-siècle après cette conférence de Bucarest, la transition de la fécondité est quasiment achevée pour 80 % de la population mondiale (ISF < à 3). Ensuite un taux de croissance démographique annuel très élevé (par exemple sur la base de 3,5 % par an comme au Niger en 2020) ne peut pas se maintenir en permanence, car il aboutit à une impossibilité écologique et est dénué de sens. En effet la règle des intérêts composés se traduit par un doublement de la population en 20 ans (1,035 puissance 20 = 2), une multiplication par 32 (2 puissance 5) en un siècle et par mille (32 au carré) en deux siècles. Ce simple raisonnement par l'absurde explique la rationalité et l'inéluctabilité de la transition de la fécondité.

#### Exemples de transition retardée de la fécondité dans certains pays
Dans quelques pays, des gouvernements, pendant certaines périodes, peuvent contribuer à freiner la transition de la fécondité pour des raisons diverses qui peuvent se cumuler:
- à cause de la faible densité utile (Gabon, Laos…) ;
- à cause de certains courants religieux fondamentalistes ou intégristes qui conservent la vision populationniste de la période précédente, même si celle-ci n'est plus conforme à la situation vécue par le plus grand nombre - Philippines jusqu'en 2000, Pakistan, Egypte, Algérie à certaines périodes ; l'Afghanistan des talibans refuse l'éducation des filles.
- à cause de situations de guerre qui désorganisent très profondément l'économie et les services de santé et d'éducation notamment Afghanistan, Somalie, Yémen etc.

Beaucoup de ces pays ont connu aussi un fort ralentissement de leur développement économique par habitant en comparaison de certains pays voisins où la transition de la fécondité a été beaucoup plus rapide.

#### Transition de la fécondité retardée puis accélérée en Iran
L'Iran est un autre exemple tendant à relativiser le rôle des facteurs culturels natalistes. Contrairement à une idée largement répandue selon laquelle la baisse de la fécondité serait toujours moindre et plus tardive dans les pays musulmans, la fécondité est passée de plus de 6 enfants par femme au milieu des années 1980 à 2,1 en 2000.
Le premier programme de planning familial en Iran a été lancé en 1967 sous le régime du shah mais n'a guère eu d'effet. Après la révolution islamique de 1979, le gouvernement a adopté une politique nataliste, renforcée pendant la guerre avec l’Irak. Mais en décembre 1989 le gouvernement change radicalement son orientation démographique pour lancer un nouveau programme de planning familial, couronné de succès.
La transition de la fécondité est alors une des plus rapides du monde, passant d'un indicateur conjoncturel de fécondité de 6 en 1986 (début du contre-choc pétrolier) à 5 en 1989, puis 2,1 en 2000. L'éducation des filles, en retard sur celle des garçons, avait progressé fortement dans les périodes précédentes.

#### Transition rapide de la fécondité dans les pays musulmans après 1970-1980
Youssef Courbage et Emmanuel Todd élargissent à l'ensemble des sociétés musulmanes ou influencées par l'islam le constat précédent dans Le Rendez-vous des civilisations, paru en 2007. Ils expliquent la transition sanitaire et de la mortalité ainsi que la transition éducative et de la fécondité, en analysant les variables démographiques : nombre moyen d'enfants par femme, mortalité infantile, taux d'alphabétisation, entre autres.
L'analyse de l'évolution de ces variables au cours du temps permet de montrer que les sociétés en question sont, soit en train de connaître une transition démographique rapide, soit pour certaines l'ont même déjà accomplie. Ainsi en 2024, l'ISF est estimé à : 
- 1,6 en Turquie ; 1,7 en Iran ; 1,8 en Tunisie
- 2,1 en Indonésie et au Bangladesh ; 2,2 au Maroc; 2,3 en Arabie saoudite; 2,7 en Algérie, Egypte, Syrie
- 3,2 en Irak; 3,5 au Pakistan.

En 2024, seuls cinq pays de plus de 20 millions d'habitants d'Asie musulmane ou d'Afrique du Nord ont encore un ISF supérieur à 3 :
- le Pakistan (3,5) a en son sein, des courants fondamentalistes religieux influents et a une rivalité militaire avec l'Inde;
- quatre sont en guerre ou l'ont été récemment: Afghanistan (4,8), Soudan (4,3), Yémen (4,5), Irak (3,2) ;

Néanmoins, l'essentiel de la baisse de la fécondité s'est déjà produit et il n'y a pas d'exemple historique d'un arrêt de sa baisse à mi-chemin. Au fur et à mesure du développement éducatif, socio-économique et de la croissance démographique rapide prolongée, les idéologies et pratiques populationnistes traditionnelles perdent en intensité.

#### Transition nettement plus tardive et assez rapide de la fécondité en Afrique subsaharienne après 1990
Le maintien d'une fécondité élevée, ISF de 6,6 en 1990 et proche de 4,2 en 2024, alors qu'il est la même année en moyenne de 1,9 en Asie et 1,8 en Amérique latine , est expliqué par un ensemble de facteurs spécifiques non uniquement culturels.
- Géographiquement, isolement relatif dans la période pré-coloniale, donc retard technique favorisant la fragmentation ethnique et linguistique ; faible densité utile en moyenne jusqu'aux années soixante ;
- Historiquement, saignée de l'esclavage par des oligarchies arabes puis européennes et américaines jusqu'à la deuxième moitié du XIXe siècle ; au XXe siècle, le mode de production domestique patriarcal reste largement dominant dans les années 1950 : la population est rurale à plus de 75 %, parfois à 90 % dans certains pays du Sahel ; très fort analphabétisme en 1960, balkanisation politique avant et au moment des indépendances; importance relative du Sida dans les années 80, 90.
- Démographiquement, très forte mortalité infantile et juvénile concernant près de la moitié des enfants jusqu'en 1930 en liaison notamment avec des maladies tropicales très fréquentes ; grande faiblesse des soins primaires et de l'éducation de base jusqu'en 1950-60 ; la polygamie est fréquente et concerne environ 40 % des femmes mariées en Afrique Occidentale et Centrale, 30 % en Afrique Orientale, mais elle est très faible en Afrique australe ; elle s'accompagne d'une forte idéologie patriarcale nataliste, compte tenu de la différence d'âge élevée dans le mariage entre homme et femme, de 8 ans en moyenne en Afrique occidentale. La théorie des "flux de richesse" de John Caldwell[50] indique que ceux-ci vont davantage qu'ailleurs vers le pater familias au détriment relativement des femmes, des jeunes et des enfants. Les traditions natalistes sont donc encore plus ancrées qu'en Asie et le nombre moyen d'enfants par femme est proche de 7 jusqu'en 1980 .
- Politiquement, certains gouvernements ont sous-estimé pendant une période les inconvénients d'une croissance démographique rapide et prolongée (en moyenne supérieure à 2,5 % par an de 1950 à 2020) et ses conséquences (population multipliée par 10 environ entre 1950 et 2050). L'alphabétisation s'opère  souvent dans une langue inconnue et est donc moins efficace. L'accès à la contraception moderne reste le plus faible. Cette progression très rapide reste néanmoins proche de la moyenne mondiale jusqu'en 2015, si on prend comme point de départ l'année 1800. Certains considèrent cette évolution comme un simple rattrapage. Cependant pour d'autres, comme le géographe Pierre Gourou, la qualité des terres est généralement médiocre du fait de l'importance des sols latéritiques ; de plus le continent va subir le réchauffement climatique.

L'amélioration très importante des services sanitaires et éducatifs depuis 1950, les crises agraire, urbaine et une économie peu dynamique expliquent une transition de crise de la fécondité, à partir de 1990, c'est-à-dire sans amélioration notable du niveau de vie de la majorité la première décennie. L'indice synthétique de fécondité (ISF) de l'Afrique subsaharienne est en 2024 estimé à 4,4 enfants par femme, soit la moitié du chemin entre l'ISF de départ (6,7 de 1950 à 1980 ) et l'ISF d'équilibre (2,1 enfants par femme). Selon les perspectives moyennes de l'ONU, le sous-continent devrait accroître sa population d'environ deux tiers de 2024 à 2050, du fait de la structure par âge très jeune. La dynamique sur le long terme de la croissance démographique est souvent sous-estimée. Ainsi entre le début de la baisse de fécondité (en moyenne 1980-90) et l'arrivée à un indice de fécondité de remplacement de 2,1, un quadruplement environ de la population aura lieu. C'est d'abord un doublement dû à la durée de la transition de la fécondité, lorsqu'elle est relativement brève, puis un deuxième doublement dû à la base jeune très large de la pyramide des âges.
En résumé, la transition de la fécondité peut être freinée dans certains contextes, mais compte tenu des progrès sanitaires et éducatifs et des contraintes écologiques et économiques, elle a eu lieu et aura lieu partout.

### Structure par âge, vieillissement et évolution post-transitionnelle dite "deuxième transition démographique"
La structure par âge, observable par la pyramide des âges, doit être prise en compte, car elle influence les taux de natalité et de mortalité. Le vieillissement de la population par le bas, - diminution de la part des 0-15 ans - et par le haut, - augmentation de la part des 15-65 ans -, est et sera un fait majeur du XXIe siècle.
L'évolution « post-transitionnelle » de la fécondité selon Jean-Claude Chesnais, appelée aussi « deuxième transition démographique » par le démographe belge Rony Lestaeghe , est caractérisée par un indice synthétique de fécondité (ISF) durablement inférieur à 2,1; l'espérance de vie à la naissance devient supérieure à 75, voire 80 ans. L'âge médian augmente : s'il est de moins de 20 ans dans des pays d'Afrique subsaharienne, il dépasse 37 ans en Europe et atteint 46 ans en Allemagne en 2020. La part des plus de 65 ans dépasse souvent les 20 % dans les pays du Nord, jusqu'à 30 % au Japon en 2025. Cette évolution concerne à long terme tendanciellement des pays incluant près des deux tiers de la population mondiale, particulièrement en Asie de l'Est, Europe, Amérique du Nord et potentiellement beaucoup plus récemment en Asie du Sud et du Sud-Est et en Amérique latine
Loin d'idéalement se stabiliser environ au niveau du simple remplacement des populations, l'ISF poursuivrait sa baisse, provoquant à moyen et long terme un déclin démographique, précédé puis accompagné du vieillissement des populations. L'âge moyen au premier mariage des femmes augmente. La proportion des cohabitations prénuptiales, des unions libres, des naissances hors mariage, des moyens contraceptifs modernes efficaces, des divorces, des familles monoparentales augmente fortement. Lestaeghe l'explique par une nouvelle amélioration de l'éducation, du statut et de l'autonomie économique des femmes, un essor de l'autonomie individuelle, de la sécularisation, de valeurs anti-autoritaires et un refus croissant du contrôle des institutions politiques ou religieuses sur la vie des individus. Selon lui, les variables idéologiques étroitement associées à la "révolution silencieuse" décrites par le sociologue Inglehart jouent un rôle important.
Plusieurs facteurs d'explication sont avancés: des anticipations pessimistes, concernent notamment  l'environnement, l'emploi des femmes, les risques accrus de précarisation et de chômage, l'insuffisance des services à la petite enfance ; en Asie de l'Est, la forte densité utile et la politique autoritaire de l'enfant unique dans les villes en Chine de 1980 à 2015 contribuent aussi à expliquer cette baisse de la fécondité pendant plusieurs décennies en dessous de 2,1 enfants par femme. La natalité des pays d'Europe de l'Est, après une chute dans la décennie 1990 de transition au capitalisme financiarisé, s'est légèrement redressée depuis les années 2000, tout en restant nettement inférieure au seuil de remplacement. Ainsi la grande majorité de l'Europe et de l'Asie de l'Est a connu un indice synthétique de fécondité nettement inférieur à 2,1 quelques années après que ce seuil ait été franchi.
On peut observer cependant une différenciation à l'intérieur de ces groupes de pays.
On observe un indice synthétique de fécondité faible, inférieur à 1,7 depuis deux décennies environ, dans des pays d'Europe centrale, du Sud, de l'Est (moyenne 1,4 en 2024) et un indice très faible depuis quelques années en Asie de l'Est (1 en 2024). Des facteurs socio-économiques sont combinés à des facteurs historiques et à un refus par une majorité de jeunes femmes, plus instruites que les générations précédentes, des traditions patriarcales fortes et des politiques natalistes imposées historiquement par des régimes dictatoriaux en Europe. S'ajoutent pour l'Asie de l'Est la politique chinoise de l'enfant unique jusqu'en 2015et la  situation de crise géopolitique des autres pays d'Asie de l'Est…Selon les projections démographiques intermédiaires de l'ONU, 51 pays verraient leur population décroître modérément entre 2017 et 2050, principalement en Asie de l'Est, Europe du Sud, de l'Est et en Allemagne. La majorité des démographes, notamment en France, estime que la baisse de la population n'est pas favorable à la croissance du PNB par habitant : moindre apport d'innovation des jeunes moins nombreux, part des inactifs âgés en forte augmentation.
Par ailleurs les pays anglo-saxons et la France notamment ont un indice synthétique de fécondité un peu plus élevé compris  entre 1,5 et 1,7 en 2024. Un flux limité d'immigration nette compense généralement ce déficit plus léger dans ce groupe de pays.
Les éléments de réponse à ce déficit démographique sont divers : aide accrue à la petite enfance, flux contrôlés d'immigration nette, recul de l'âge de la retraite, meilleure répartition des gains de productivité, évolution vers un développement durable moins gaspilleur…
Les pays du Sud qui ont franchi très récemment ce seuil de remplacement des générations (ISF < à 2,1) type Inde, Asie du Sud-Est, Amérique latine vont continuer à bénéficier  du dividende  démographique et voir leur population augmenter plus lentement jusqu'en 2050, du fait de la jeunesse de leur structure par âge. 
À l'échelle mondiale le taux annuel de croissance démographique continue à ralentir depuis son maximum de 2 % en 1970,mais il reste encore relativement important, 0,8 %  en 2024.

### Robustesse et élargissement du modèle de la transition démographique
Globalement ces différentes critiques du modèle de transition démographique (MTD, en anglais DTM) permettent de mieux expliquer la variété des chemins suivis par les différents pays. Cependant, ce paradigme de la transition démographique  a montré sa robustesse. L'amélioration de la santé, de l'éducation et donc du statut de la femme, la volonté des familles d'améliorer leur niveau de vie, l'impossibilité de poursuivre certaines activités traditionnelles et l'exode agricole, le risque élevé de sous-emploi et de chômage, l'accès plus facile à la contraception, la dégradation du capital écologique favorisent progressivement une adaptation à la nouvelle situation et une volonté plus forte de restriction des naissances. À l'échelle internationale la transition démographique, initiée par des pays européens, a été confirmée dans les pays du Sud du fait de la forte baisse de la mortalité suivie d'une forte baisse de la fécondité ; elle est quasiment achevée (ISF < à 2,5) pour  près de 80 % de la population mondiale. Elle s'étend sur trois siècles de 1750 à 2050. Au sens du sociologue Marcel Mauss (1872-1950), il s'agit d'un "fait social total" qui comporte des dimensions historique, technique, culturelle, religieuse, psychologique, politique, juridique, sociale, économique, écologique, etc.
Du point de vue géographique et historique, on peut distinguer la première transition démographique des pays développés dits du "Nord", pour l'essentiel entre 1800 et 1975. Au XXIe siècle, les problèmes liés à la basse fécondité, au vieillissement accéléré vont y devenir progressivement plus importants.
La deuxième transition démographique, celle des pays en développement (PED), a lieu pour l'essentiel entre 1930 et 2050 et concerne 80 % de la population mondiale. Cette transition démographique des PED, qui aboutit, de 1950 à 2050, à un quadruplement de la population mondiale, doit être intégrée pour être mieux comprise, compte tenu de son importance, à des déterminants principalement géographiques, historiques, institutionnels et socio-culturels en amont et des conséquences principalement économiques et écologiques en aval. Cette transition globale gagne donc à être analysée par différentes sciences sociales. La révolution silencieuse, peu médiatisée, de la baisse de la fécondité dans les pays du Sud a eu lieu depuis les années 60. Les taux de pauvreté sont les plus élevés dans les pays ayant encore une fécondité relativement élevée (pays moins avancés d'Afrique subsaharienne). Selon la Banque mondiale (rapport 2018), en 2030, 9 personnes vivant dans l'extrême pauvreté sur 10 vivront en Afrique subsaharienne. La crise écologique et sociale qui est devant nous et dont l'explication n'est pas principalement démographique, sera mieux comprise à l'aide d'une analyse rigoureuse et élargie de la transition démographique.